# Межотненская волость
Межотненская волость (латыш. Mežotnes pagasts) — одна из территориальных единиц Бауского края Латвии. Находится на правом берегу реки Лиелупе. Граничит с Цодской,  Виестурской, Рундальской, Иецавской волостями своего края и с  Яунсвирлаукской, Салгальской  волостями Елгавского края.
Крупнейшими населёнными пунктами волости являются: Межотне (волостной центр), Цеплис, Гароза, Юмправа, Стрелниеки.
По территории волости протекают реки: Гарозе, Икструмс, Лиелупе, Зизма, Малва, Сидрабе.

## История
В XIII веке Межотненский замок и находящееся при нём поселение были главным административным центром исторической земгальской земли Упмале. В 1226—1251 годах здесь находилась резиденция епископов Селии и Земгале. В Средние века межотненский порт был главным торговым местом на водном пути по реке Лиелупе.
В 1154 году Межотне, под названием Медсуна, отмечен на составленной по инициативе короля Сицилии Рожера II арабским географом Ал-Идриси карте мира. В письменных источниках Межотне впервые упоминается в 1219 году в хрониках Индрика.
В 1797 году имение Мезоттен было даровано императором Павлом I воспитательнице его детей Шарлотте фон Ливен (урождённой баронессе Гаугребен), вдове генерала-майора Отто-Генриха фон Ливена. До 1920 года имение принадлежало её наследникам, последним владельцем был российский военачальник Анатолий Павлович Ливен.
В 1935 году Межотненская волость Бауского уезда имела площадь 84,21 км² и население 1998 жителей. В 1945 году в Межотненской волости были созданы Межотненский, Гарозский и Виестурский сельские советы. После упразднения Межотненской волости в 1949 году Межотненский сельсовет был включён в состав Бауского района. В 1954 году к Межотненскому сельсовету был присоединён ликвидированный Гарозский сельсовет.
В 1990 году Межотненский сельсовет был реорганизован в волость. В 2009 году, по окончании латвийской административно-территориальной реформы, Межотненская волость вошла в состав Бауского края.